# صوفي لي سانت
صوفي لي سانت (بالفرنسية: Sophie Le Saint)‏ هي مذيعة أخبار وصحفية فرنسية، ولدت في 22 يوليو 1968 في مارسيليا في فرنسا.